# Дюжаррик, Стефан
Стефа́н Дюжарри́к де ла Ривье́р (фр. Stéphane Dujarric de La Rivière; род. 20 августа 1965, Париж) — пресс-секретарь Генерального секретаря Организации Объединённых Наций Антониу Гутерриша. Назначен на свою нынешнюю должность предыдущим Генеральным секретарём Организации Объединённых Наций Пан Ги Муном 10 марта 2014 года.

## Биография
Родился в Париже, во Франции, однако в течение большей части последних 40 лет живёт в Соединённых Штатах. Его мать — историк и биограф Анка Мульштайн, а отец —  Франсуа Дюжаррик де ла Ривьер (François Dujarric de la Rivière), инвестиционный консультант. Отчимом Стефана Дюжаррика является юрист и писатель Луис Бегли, за которого его мать вышла замуж в марте 1974 года, после чего переехала вместе с двумя сыновьями от предыдущего брака (Стефаном и Робером) в Нью-Йорк. 
В 1988 году окончил факультет дипломатической службы Джорджтаунского университета. Ранее в период с 2005 по 2006 год являлся пресс-секретарём Генерального секретаря ООН Кофи Аннана, а затем с 2006 по 2007 год занимал должность заместителя директора по коммуникации Генерального секретаря Пан Ги Муна. Незадолго до своего назначения на нынешнюю должность являлся директором Отдела новостей и средств массовой информации Департамента общественной информации Организации Объединённых Наций, а ранее − директором по коммуникации Программы развития Организации Объединённых Наций (ПРООН).
До прихода в ООН работал в течение почти десяти лет в новостных бюро телевизионного канала ABC News на разных должностях в Нью-Йорке, Лондоне и Париже. Выполняя задания редакции, много путешествовал, освещал события в странах Европы, Африки и Ближнего Востока.

## Личная жизнь
Женат, имеет троих детей.